# Edwinstowe

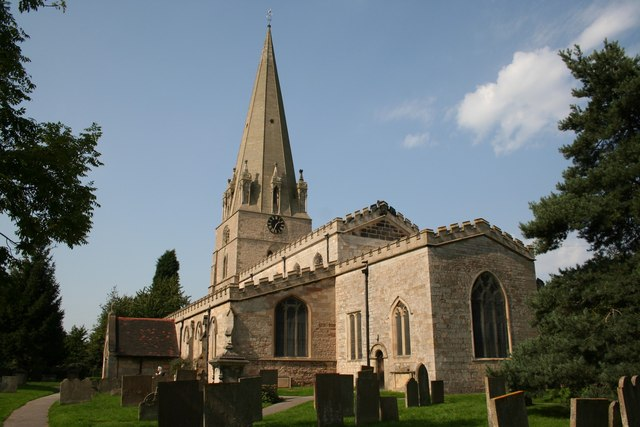
St Mary’s Church, Edwinstowe

Edwinstowe ist ein Dorf im Sherwood Forest, im Norden der englischen Grafschaft Nottinghamshire.
Der Name „Edwinstowe“ (deutsch etwa „Edwins Ruhestätte“) weist auf den angelsächsischen König und Heiligen Edwin hin. Der Legende nach soll Edwins Leichnam zunächst in Edwinstowe versteckt worden sein, nachdem er am 12. Oktober 633 in der Schlacht von Hatfield Chase nahe Doncaster fiel.
In der Kirche St Mary's in Edwinstowe soll die Sagengestalt Robin Hood seine Geliebte Maid Marian geheiratet haben. 